# オルニトプシス
オルニトプシス（Ornithopsis　"鳥のようなもの"の意味）は白亜紀前期のイングランドに生息した中型の竜脚類恐竜である。ゴミ箱分類群（en ）であるペロロサウルスのシノニムであると考えられて来たが、近年の研究ではこのシノニム化は明確ではないことを示している。ペロロサウルスのシノニムとされるオルニトプシスの種がある一方、他の属がオルニトプシス属のシノニムとされたりもしたが、90年代以降タイプ種は正当であるとみなされている。

## 研究史

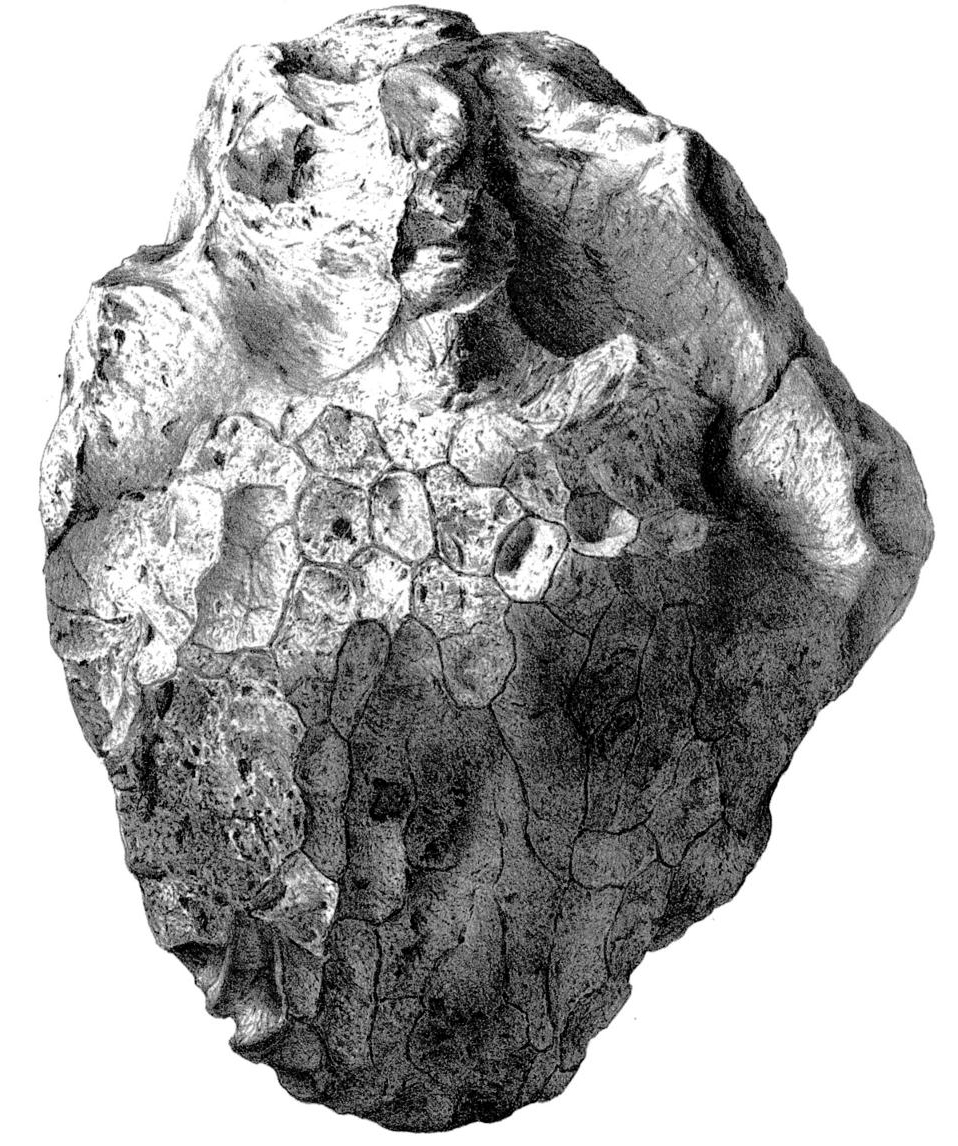
オルニトプシスのレクトタイプである胴椎

タイプ種Ornithopsis hulkeiは1870年にハリー・シーリー（en）により命名記載された。タイプ標本は2つの胴椎BMNH R2239とBMNH R28632で、それぞれ前者はイースト・サセックス、後者はワイト島のウェセックス累層（en）のバーレム期の地層から発見された。属名はギリシャ語で「鳥」を意味するὄρνις (ornis)と「顔」もしくは「似たもの」という意味のὄψις (opsis)から派生している。 種小名はジョン・ウィタカー・ハルク（en）に献名されたものである。
しかしシーリーが新属としたことを、リチャード・オーウェンは受け入れなかった、また化石の進化論的な解釈を拒絶していた。そのためオーウェンは命名の優先順位を無視し、1875年にこれらを分割し、一方の標本BMNH R2239を1841年にイグアノドンの方形骨として記載したものとともにボトリオスポンディルス・マグヌス（Bothriospondylus magnus）と命名し、他方のをBMNH R28632をBothriospondylus elongatusとした。
分割の結果これら二つの椎骨は別々の命名を経ることとなった。BMNH R2239は1876年にオーウェンによりコンドロステオサウルス・マグヌス（Chondrosteosaurus magnus）のタイプ標本とされた。この標本は1889年にリチャード・ライデッカーによりペロロサウルス属に含まれるとしてPelorosaurus hulkeiとされ、1893年にはオプロサウルス（Oplosaurus　記載時のつづりは"Hoplosaurus"）属とされた。その後2005年にセバスチャン・アペステギアによりエウカメロトゥス（Eucamerotus）とされている。
BMNH R28632は1882年にハルクによりOrnithopsis eucamerotusとされている。しかし、1995年にウィリアム・ブローズによりOrnithopis hulkeiのレクトタイプに指定された。ブローズが上腕骨からなるペロロサウルスのホロタイプには何の独自性も見出せないとみなしたこととは別に、この指定によりPelorosaurus hulkeiは無効化された。ブローズは同様にBMNH R2239を明らかにタイプ標本と異なるとしてオルニトプシスから除外した。
1882年、ハルクはウィリアム・フォックス（en）により発見された、骨盤の骨からなる標本BMNH R97に基づきOrnithopsis eucamerotusを命名した。1995年、ブローズはO. eucamerotusをオルニトプシスから除外し、ブラキオサウルス科のincertae sedisとした。
1887年ハルクによりオルニトプシス属の第3の新種Ornithopsis leedsii が標本BMNH R1985-1988に基づき命名された。これらの標本はアルフレッド・ニコルソン・リーズによりピーターバラ近郊で発見された椎骨と部分的な骨盤である。数個の椎骨、標本BMNH R1894が後に発見されO. leedsiiのシンタイプと関連付けされることがあるが、これは別の個体に由来するものである。この種は後にケティオサウルス属に移されCetiosaurus leedsiとされ、さらにケティオサウリスクス属のCetiosauriscus leedsiiと改名されたが、今日ではどちらも不正確な同定であるとみられる。
また、既知の種がオルニトプシス属の種として改名されることもあった。1888年、ライデッカーは"Ischyrosaurus" manseli Hulke 1874 (BMNH 41626)をOrnithopsis manseli 、Cetiosaurus humerocristatus Hulke 1874 (BMNH 44635)をOrnithopsis humerocristatusへとそれぞれ改名した。1922年、フリードリヒ・フォン・ヒューネはBothriospondylus suffossusをOrnithopsis suffossaに、Cetiosaurus greppiniをOrnithopsis greppiniへと改名した。ヒューネはさらに1929年、Pelorosaurus conybeareiをOrnithopsis conybeariへと改名した。これは先に命名されたペロロサウルスの優先順位に反したものである。これらの種名は全て現在では不要名（nomen vanum）とみなされ、誤った新名もしくは不正確な同定とされている。
別の化石がOrnithopsis hulkeiと指定されている。今日ではこれだけひどく侵食されたタイプ標本は唯一のケースであり、神経棘を欠く椎体のみである。この椎骨は非常に含気的で、大きな空洞があった。下側の縁が狭く、高さがあり、後腔型で、長さの2/3以上のやや三角形の深い側腔を持っていた。これらの特徴はティタノサウルス形類のものと一致している、より正確にはおそらくブラキオサウルス科に属しているのだろう。

## 種
オルニトプシス属は現在タイプ種O. hulkeiとおそらく第2の種であるO. leedsiに限定されている。これらはnomen dubiumとされ、確実に言える限りではティタノサウルス形類のincertae sedisとされている。この再検討はUpchurch et al. (2004)に拠るものである。基準の問題として、誤ってオルニトプシス属とされた他の種は再検討によって元の属か新属に再同定されている。
- O. hulkei Seeley 1870（タイプ種）- nomen dubium? = Pelorosaurus hulkei (Seeley 1870) Lydekker 1889 partim
- Bothriospondylus magnus Owen 1875 = Ornithopsis hulkei Seeley 1870 過去においては = Chondrosteosaurus magnus (Owen 1875) Owen 1876 = Pelorosaurus hulkei (Seeley 1870) Lydekker 1889 一部は
- O. eucamerotus Hulke 1882 - nomen dubium - おそらくはブラキオサウルス科の独自の属
- O. leedsii Hulke 1887 - おそらくはブラキオサウルス科の独自の属、= Cetiosaurus leedsi (Hulke 1887) Woodward 1905 = Cetiosauriscus leedsii (Hulke 1887) von Huene 1927
- O. humerocristatus (Hulke 1874) Lydekker 1888 - nomen dubium = Pelorosaurus humerocristatus Hulke 1874 vide Lydekker 1888
- O. manseli (Hulke 1874) Lydekker 1888 - nomen dubium = Ischyrosaurus manseli Hulke 1874 vide Lydekker 1888 or Pelorosaurus manseli
- O. conybearei (Mantell 1850) von Huene 1929 - nomen dubium = Pelorosaurus conybearei Mantell 1850 = "Cetiosaurus" conybeari Melville 1849
- O. suffossa (Owen 1875) von Huene 1922 = Bothriospondylus suffossus Owen 1875
- O. greppini von Huene 1922 = Cetiosauriscus greppini von Huene 1929 および Ischyrosaurus greppini

## 参照
1. ↑  Seeley, H.G., 1870, "Ornithopsis, a gigantic animal of the Pterodacyle kind from the Wealden", Annals and Magazine of Natural History, 4th series 4(5): 305-318
2. ↑  Owen, R. 1876. "Monograph on the fossil Reptilia of the Wealden and Purbeck Formations. Supplement 7. Crocodilia (Poikilopleuron) and Dinosauria? (Chondrosteosaurus)", Palaeontographical Society Monographs 30 : 1-7
3. ↑  Hulke, J. W. (1879). “Note (3rd) on (Eucamerotus, Hulke) Ornithopsis, H. G. Seeley, = Bothrospondylus magnus, Owen, = Chondrosteous magnus, Owen”. Quarterly Journal of the Geological Society 35:  752–762. doi:10.1144/GSL.JGS.1879.035.01-04.55.
4. ↑  Hulke, J. W. (1882). “Note on the Os Pubis and Ischium of Ornithopsis eucamerotus”. Quarterly Journal of the Geological Society 38:  372–376. doi:10.1144/GSL.JGS.1882.038.01-04.41.
5. ↑  Blows, W.T. (1995). “The Early Cretaceous brachiosaurid dinosaurs Ornithopsis and Eucamerotus from the Isle of Wight, England” (PDF). Palaeontology 38 (1):  187–197.
6. ↑  Hulke, J.W. (1887). “Note on some Dinosaurian Remains in the Collection of A. Leeds, Esq. Part I. Ornithopsis leedsii, nov. sp, from the Kimmeridge Clay of Northamptonshire”. Geological Magazine 4 (8):  375–376. doi:10.1017/S0016756800194014.
7. ↑  Noè, L.F., Liston, J.J., and Sandra D. Chapman, 2010, "'Old bones, dry subject': the dinosaurs and pterosaur collected by Alfred Nicholson Leeds of Peterborough, England". In: Moody, R.T.J., Buffetaut, E., Naish, D.W. and Martill, D.M. (eds.) Dinosaurs and Other Extinct Saurians: a Historical Perspective. Series: Geological Society Special Publication (343). The Geological Society, pp. 49-77
8. ↑  Upchurch, P., Barrett, P.M. and Dodson, P. 2004. Sauropoda. In: The Dinosauria, 2nd edition. D. Weishampel, P. Dodson, and H. Osmólska (eds.). University of California Press, Berkeley. Pp. 259–322

- Upchurch, P., Mannion, P. D. & Barrett, P. M. 2011. Sauropod dinosaurs. In Batten, D. J. (ed.) English Wealden Fossils. The Palaeontological Association (London), pp. 476-525.
- Upchurch, P. & Martin, J. 2003. The anatomy and taxonomy of Cetiosaurus (Saurischia, Sauropoda) from the Middle Jurassic of England. Journal of Vertebrate Paleontology, 23, 208–231.